# Людмил Стайков
Людмил Иванов Стайков е български театрален и кинорежисьор.

## Биография и творчество
Роден е на 18 октомври 1937 г. в София. През 1960 г. завършва театрална режисура в НАТФИЗ „Кръстьо Сарафов“.
Още с първите си пиеси, поставени на сцената на Бургаския драматичен театър, Людмил Стайков получава награди на национални прегледи. Успехите му продължават със спектакли в Младежкия театър в София. Работи в БНТ като режисьор на поредица документални филми и предавания. От 1972 г. е член на БКП.
Дебютира в киното с филма „Обич“ през 1972 г., за който е награден със Златна награда на кинофестивала в Москва. През 1974 г. специализира кинорежисура в Париж. Между 1983 и 1986 г. е заместник-ректор на ВИТИЗ.
Сред най-известните филми на Людмил Стайков са „Хан Аспарух“ и „Време на насилие“ (1988 г., по романа на Антон Дончев „Време разделно“). Съкратената версия на „Хан Аспарух“ е „681 – Величието на хана“ и се разпространява в много страни от фирмата „Warner Brothers“. В Китай е един от най-гледаните чужди филми през 80-години. През май 2019 г. канал 6 на Китайската национална телевизия CCTV взема интервю и излъчва филм за Людмил Стайков.
На XIII конгрес на БКП в началото на април 1986 г. е избран за кандидат-член на ЦК на БКП. От 1987 г. е народен представител в IX НС на мястото на починалия Христо Костов Христов. От 1986 г. е председател на Творческо-стопанското обединение „Българска кинематография“.
Член на Президиума на ВАК от 2000 г. Професор по филмова и телевизионна режисура, заместник-ректор на НАТФИЗ „Кръстьо Сарафов“ от 11.10.2000 г. до 04.11.2003 г. Академик на БАН от 2004 г. Член на Съвета за електронни медии от 18.04.2006 г.
Бивш съпруг на актрисата Виолета Донева.
През 2008 г. официално е установена неговата принадлежност към службите на Държавна сигурност в периода 1985 – 87 г. в качеството му на агент под псевдонима „Василев“.